# Michael Bunluen Mansap
Michael Bunluen Mansap (* 2. April 1929 in Wat Phleng, Provinz Ratchaburi, Thailand; † 2. Dezember 2010 in Bangkok) war Bischof von Ubon Ratchathani.

## Leben
Michael Bunluen Mansap empfing am 21. Dezember 1951 die Priesterweihe.
Papst Paul VI. ernannte ihn am 21. Mai 1976 zum Bischof von Ubon Ratchathani. Der Altbischof von Ubon Ratchathani Claude Germain Berthold MEP spendete ihm am 12. August desselben Jahres die Bischofsweihe; Mitkonsekratoren waren Michael Michai Kitbunchu, Erzbischof von Bangkok, und Joseph Ek Thabping, Bischof von Ratchaburi. Am 25. März 2006 nahm Papst Benedikt XVI. seinen altersbedingten Rücktritt an.
Bunluen, ein Anhänger der katholischen Soziallehre, war Gründer des Katholischen Rates von Thailand für Entwicklung (Catholic Council of Thailand for Development CCTD) und auch der Thai Church’s Justice and Peace Commission.
In der Bischofskonferenz von Thailand (CBCT) war er Vorsitzender der Kommission für Bildungsforschung, der Kommission für ethnische Gruppen und der bischöflichen Kommissionen für Soziale Arbeit. Zudem war Bunluen von 1974 bis 1976 und von 1978 bis 1984 Sekretär der Abteilung Bildungsforschung der Föderation der Asiatischen Bischofskonferenzen.
Als Leiter der Kommission „Iustitia et Pax“ forderte Michael Bunluen Mansap nach dem Putsch 2006 einen gesellschaftlichen Wandel.